# Robert Jashari
Robert Jashari (Tirana, 1938. február 2. – Tirana, 2022. január 22.) válogatott albán labdarúgó, csatár, edző. Kétszeres albán bajnoki gólkirály (1963–64, 1964–65).

## Pályafutása

### Klubcsapatban
1956 és 1968 között a Partizani Tirana labdarúgója volt, ahol hat-hat albán bajnoki címet és kupagyőzelmet ért el a csapattal. Az 1963–64-es idényben 18 góllal, az 1964–65-ösben pedig 19 góllal albán bajnoki gólkirály volt. 1968-ban egyik napról a másikra vonult vissza. Az 1968–1969-es kupagyőztesek Európa-kupája első fordulóján az olasz Torino FC elleni hazai mérkőzésen még szerepelt a csapatban, de a visszavágón már a keret tagja sem volt.

### A válogatottban
1963 és 1965 között hét alkalommal szerepelt az albán válogatottban és egy gólt szerzett.

### Edzőként
1972 és 1974 között a Dajti Tiranë, 1980 és 1984 között a 31 Korriku, 1985–86-ban a Kastrioti vezetőedzője volt.

## Sikerei, díjai
Partizani Tirana
- Albán bajnokság
  - bajnok (6): 1957, 1958, 1959, 1961, 1962–63, 1963–64[5]
  - gólkirály (2): 1963–64 (18 gól), 1964–65 (19 gól)
- Albán kupa
  - győztes (6): 1957, 1958, 1961, 1964, 1966, 1968

## Statisztika

### Mérkőzései az albán válogatottban
| Albánia | Albánia           | Albánia                       | Albánia        | Albánia  | Albánia   | Albánia            | Albánia | Albánia    |
| #       | Dátum             | Helyszín                      | Hazai          | Eredmény | Vendég    | Kiírás             | Gólok   | Esemény    |
| ------- | ----------------- | ----------------------------- | -------------- | -------- | --------- | ------------------ | ------- | ---------- |
| 1.      | 1963. június 2.   | Tirana, Qemal Stafa Stadion   | Albánia        | 0 – 1    | Bulgária  | olimpiai selejtező | -       |            |
| 2.      | 1963. június 16.  | Szófia, Levszki Stadion       | Bulgária       | 1 – 0    | Albánia   | olimpiai selejtező | -       |            |
| 3.      | 1964. május 24.   | Rotterdam, Feijenoord Stadion | Hollandia      | 2 – 0    | Albánia   | vb-selejtező       | -       |            |
| 4.      | 1964. október 11. | Tirana, Qemal Stafa Stadion   | Albánia        | 1 – 1    | Algéria   | barátságos         | -       | becserélve |
| 5.      | 1964. október 25. | Tirana, Qemal Stafa Stadion   | Albánia        | 0 – 2    | Hollandia | vb-selejtező       | -       |            |
| 6.      | 1965. május 2.    | Genf, Charmilles stadion      | Svájc          | 1 – 0    | Albánia   | vb-selejtező       | -       |            |
| 7.      | 1965. május 7.    | Belfast, Windsor Park         | Észak-Írország | 4 – 1    | Albánia   | vb-selejtező       | 1       | 47'        |
|         | Összesen          |                               |                | 7        | mérkőzés  |                    | 1       | gól        |